# Kazakstans flagga
Kazakstans flagga är ljusblå med en sol och under den en örn, samt vid inre kanten ett band med invecklat mönster. Flaggan antogs som nationsflagga den 4 juni 1992 med det inre ornamentet i rött. I praktiken användes däremot dagens färger redan 1992, och detta stadfästes tillsammans med det nya statsvapnet och den nya nationalsången genom ett presidentdekret den 24 januari 1996. Flaggans proportioner är 1:2.

## Symbolik
Blå är en traditionell turkisk färg som representerar himlen. Örnen är en stäppörn eller berkut och är en maktsymbol som bland annat användes av Djingis Khan. Solen har 32 strålar och representerar tillsammans med örnen kärlek, frihet och folkets strävanden. Det gyllene mönstret representerar den kazakiska kulturen.

## Örlogsflaggan
Kazakstan har sjöterritorium i Kaspiska havet och landets marina stridskrafter har en egen örlogsflagga. Flaggan är delad i vitt över blått och har örnen och solen från nationsflaggan i mitten. I kantonen finns ett blått ankare under en röd stjärna. Marinens understödsfartyg för en örlogsflagga som kanton i en mörkblå flagga. Även örlogsflaggan har proportionerna 1:2.

## Tidigare flaggor
Dagens Kazakstan har varit en del av den ryska intressesfären sedan Kazakkhanatets fall 1731. Området införlivades med Sovjetunionen 1920, då under namnet Kirgiziska ASSR. Kazakiska SSR bildades 1936 och var den sista sovjetiska delrepublik som lämnade det sönderfallande Sovjetunionen 1991.

1937–1940
1940–1953
1953–1992
1992